# Mayahi
Mayahi es una comuna urbana de Níger, chef-lieu del departamento homónimo en la región de Maradi. En diciembre de 2012 presentaba una población censada de 90 540 habitantes.
Se ubica en el Sahel y recibe su topónimo de su primer gobernante. La localidad perteneció a Gobir hasta la llegada de los franceses a finales del siglo XIX. La localidad se desarrolló a finales del siglo XX cuando, en un proyecto conjunto con N'Guigmi, el Fondo de las Naciones Unidas para el Desarrollo del Capital llevó a cabo aquí un plan de desarrollo de autogobierno local descentralizado. Su economía se basa en la agricultura de secano, albergando además un mercado de ganado los lunes. En la ciudad se ubica uno de los treinta tribunales civiles de instancia del país.
Se encuentra situada en el centro-sur del país, cerca de la frontera con Nigeria. La localidad se ubica unos 100 km al noreste de la capital regional Maradi, con la cual está conectada por la carretera RN19.